# Odontesthes mirinensis
Odontesthes mirinensis es una especie del género de peces Odontesthes, de la familia Atherinopsidae en el orden Atheriniformes. Habita en aguas del nordeste del Cono Sur de América del Sur, y es denominada comúnmente pejerrey. Posee un tamaño pequeño, por lo que no es buscado por los pescadores deportivos.

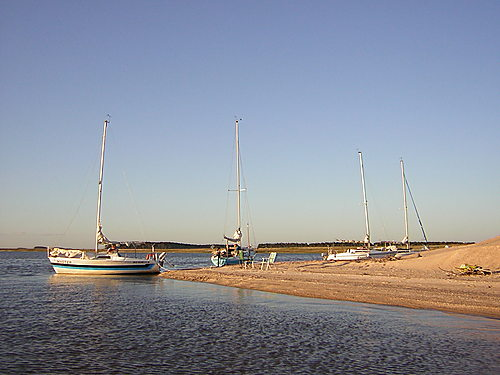
Desembocadura del río Tacuarí en la laguna Merín; el hábitat de esta especie.

## Distribución y hábitat
Odontesthes mirinensis habita en aguas templadas a templado-cálidas, dulces o salobres en el caso de sectores estuariales de albuferas. Se distribuye en el este del Uruguay, y en el sur del Brasil, en Río Grande del Sur, en las lagunas Merín y de los Patos.

## Taxonomía
Esta especie fue descrita originalmente en el año 1996 por la ictióloga brasileña Marlise de Azevedo Bemvenuti. Su apelativo específico hace alusión al nombre en portugués de la laguna Merín, de donde procede el ejemplar tipo.